# Hal Foster
Harold Rudolf “Hal” Foster, född 16 augusti 1892 i Halifax, Nova Scotia, död 25 juli 1982 i Spring Hill, Florida, var en kanadensisk-amerikansk serietecknare. Foster är känd som skapare av serien Prins Valiant vilken han började teckna 1937. Innan dess tecknade han under en tid serieversionen av Tarzan (1929 - 1937). Han tilldelades 1957 en Reuben Award.